# Calamariinae
Calamariinae – podrodzina węży z rodziny połozowatych (Colubridae).

## Zasięg występowania
Podrodzina obejmuje gatunki występujące w Azji.

## Podział systematyczny
Do podrodziny zaliczane są 98 gatunki zgrupowane w 7 rodzajach: 
- Calamaria
- Calamorhabdium
- Collorhabdium – jedynym przedstawicielem jest Collorhabdium williamsoni
- Etheridgeum – jedynym przedstawicielem jest Etheridgeum pulchrum
- Macrocalamus
- Pseudorabdion
- Rabdion